# Cimetière de Dartmoor
Pour les articles homonymes, voir Dartmoor (homonymie).
Le cimetière de Dartmoor est un  cimetière militaire britannique avec des morts de la Première Guerre mondiale, situé dans la  commune française de Bécordel-Bécourt, dans le département de la Somme, en région Hauts-de-France. Le cimetière a été conçu par Edwin Lutyens, il est situé rue de Bécourt à plus de 300 m au nord-est du centre du village (Église Saint-Vaast). Il a un plan au sol allongé et irrégulier et est entouré d'un mur de briques rouges, chapeauté de plaques en béton blanches. Dans le coin sud se trouve la Croix du Sacrifice, la Pierre du Souvenir se trouve dans une extension arquée (abside) du mur, dans le coin ouest du cimetière. Le libre accès côté rue est marqué par six poteaux blancs, reliés par des chaînes.
768 morts sont enterrés, dont 6 non identifiés.
Le cimetière est entretenu par la Commonwealth War Graves Commission.

## Histoire
Le cimetière de Dartmoor a été établi en août 1915 (à l'origine sous le nom de cimetière militaire de Bécordel-Becourt) et utilisé par les bataillons qui contrôlaient cette partie de la ligne de front dans la région. Le nom du cimetière a été changé en mai 1916 à la demande du «8e» et du «9e bataillon» du «Devonshire Regiment». En septembre 1916, un hôpital de campagne (poste de dressage principal) du "XV Corps" fut établi à proximité, mais en 1917, le cimetière fut à peine utilisé.
Le 26 mars 1918, le village passa entre leurs mains pendant l'Offensive du Printemps Allemande, mais fut repris par la 12e division le 24 août 1918,,,

### Sépultures
| Pays                 | Sépultures |
| -------------------- | ---------- |
| Royaume-Uni          | 629        |
| Canada               | 4          |
| Australie            | 70         |
| Nouvelle-Zélande     | 3          |
| non identifiés       | 6          |
| Total armée de terre | 768        |

Parmi les morts identifiés, il y a 629 Britanniques, 70 Australiens, 59 Nouvelle-Zélande et 4  Canadiens.

## Remarquables
- «Henry Webber», lieutenant du «South Lancashire Regiment» avait 67 ans lorsqu'il mourut le 21 septembre 1916. Il est le plus ancien soldat connu qui est mort dans cette guerre.
- Le sergent "George Lee" et le caporal "Robert Frederick Lee", tous deux servant dans la "Royal Field Artillery", étaient père et fils tombés le même jour (5 septembre 1916) et enterrés l'un à côté de l'autre.

### Militaires distingués
- «James Miller», soldat du «King's Own (Royal Lancaster Regiment)» a reçu la Croix de Victoria (VC).
- Le sous-lieutenant `` Gavin Douglas Alexander  (ingénieurs néo-zélandais), le sergent-major de compagnie `` George Masson  (Seaforth Highlanders) et les sergents `` E. Breeze »(Lincolnshire Regiment) et« Robert Prevett »(Royal Sussex Regiment) ont reçu la Distinguished Conduct Medal (DCM).
- les capitaines  W. Campbell  (Royal Army Medical Corps) et  Frederick Wilkinson Crofts  (London Regiment), le lieutenant  Alan Scrivener Lloyd  (Royal Field Artillery) et le sergent-major du régiment  F. Duckworth  (East Lancashire Regiment) a reçu la Military Cross (MC).
- 14 autres soldats ont reçu la Médaille militaire (MM).

### Alias
- soldat «Sammy Woolfson» a servi sous le  alias «S. Ellis  au `` Seaforth Highlanders .

### Mineurs militaires
- Sergent «Clarence Norman Tanner», caporal «G.R. Brown , mitrailleur `` Edward Gordon Brown , joueur de clairon `` William Edward Howell  et les soldats `` Walter Richmond , `` Horace Gordon Holmes , `` Charles Dawson , `` C.E. Cowland , `` A. Bayes  et  J.T. Ambler  avaient 17 ans quand ils sont morts.

### Soldat exécuté
- Le soldat «John Joseph Sweeney» (Otago Regiment (NZEF)) devait le 2 octobre 1916 être exécuté par le feu à la suite d'une désertion. Il avait 37 ans. [note 2]

## Galerie

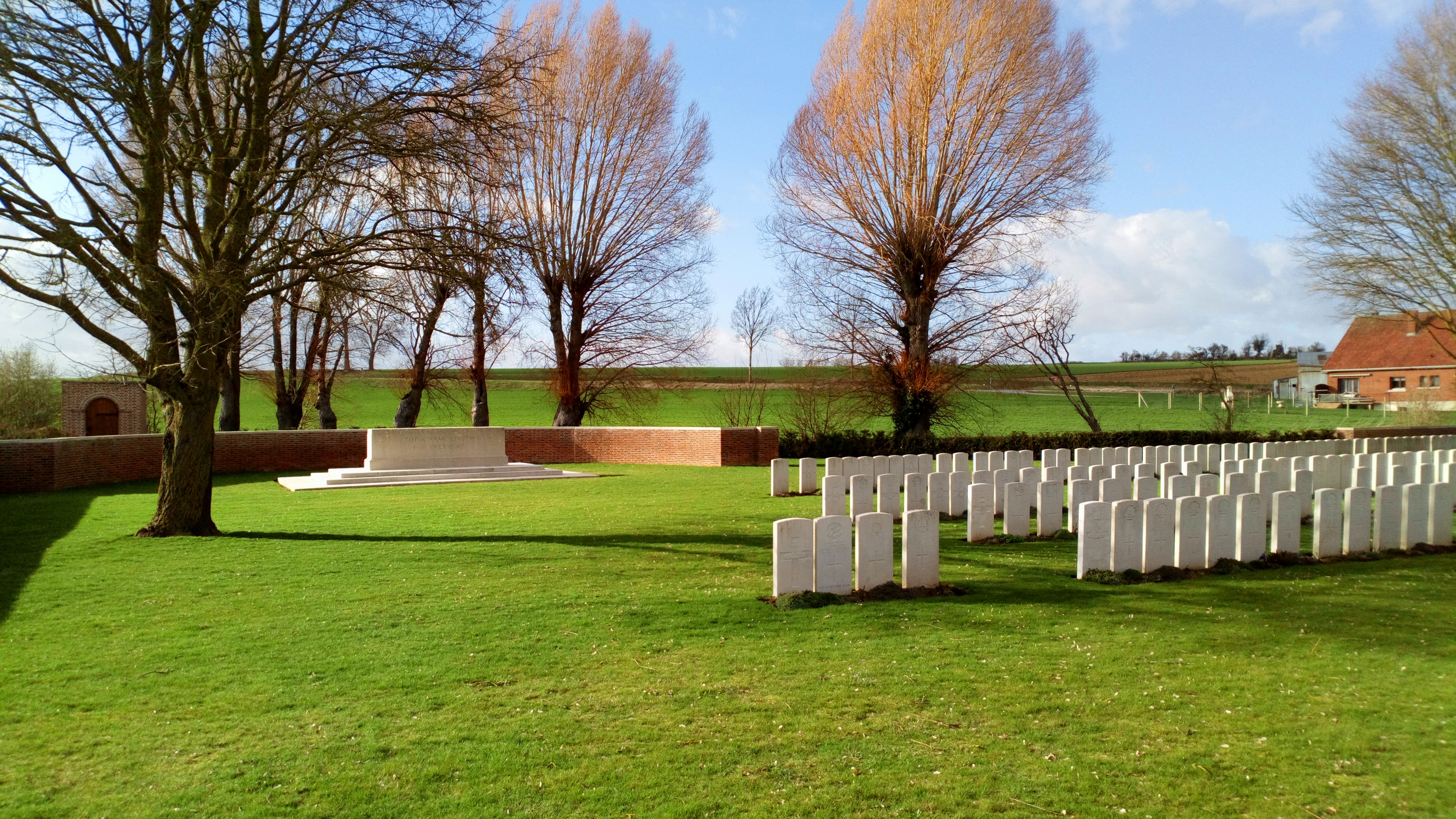
Vue sur la Pierre du Souvenir. vers Albert
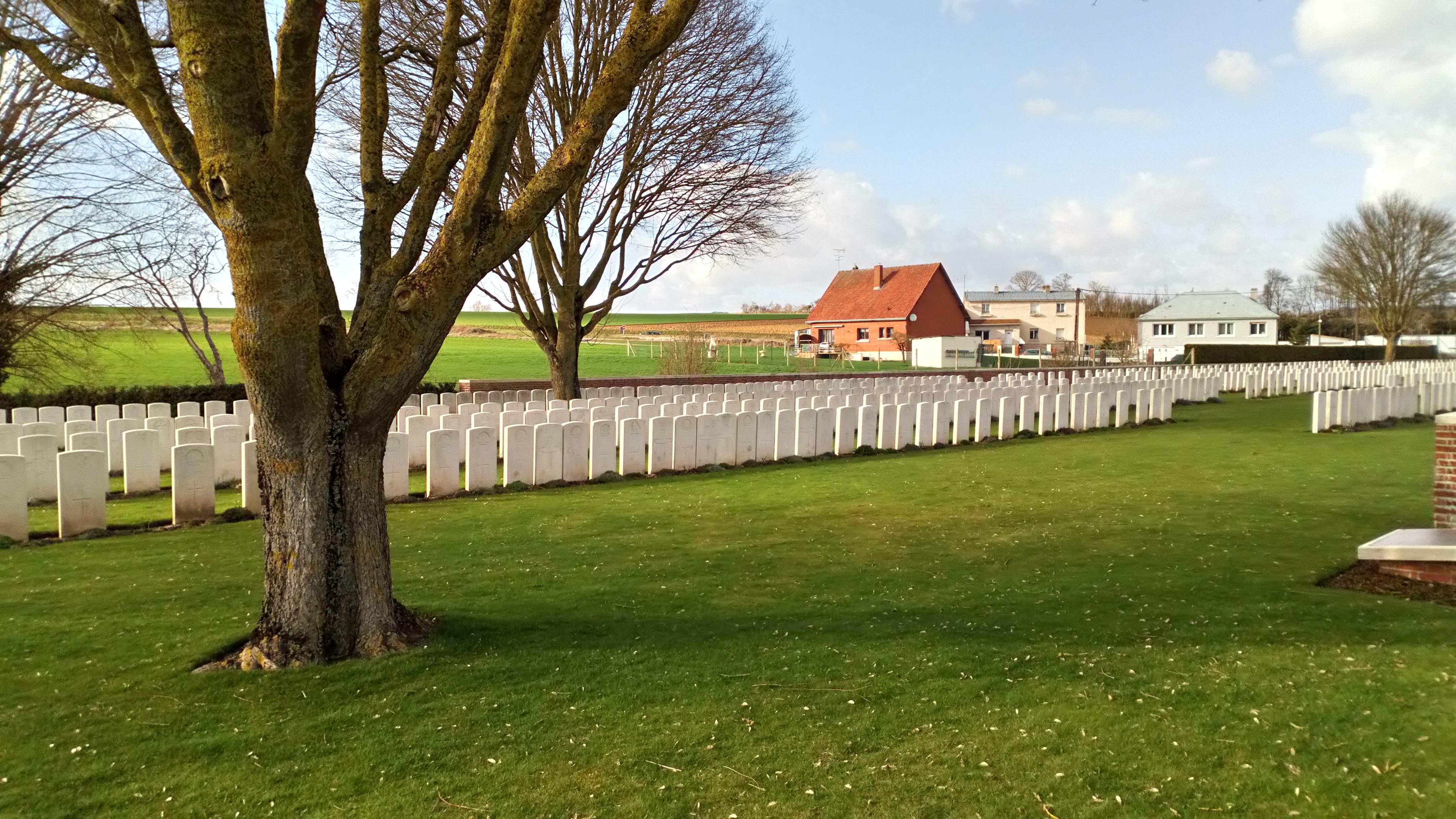
vers la route d'Albert
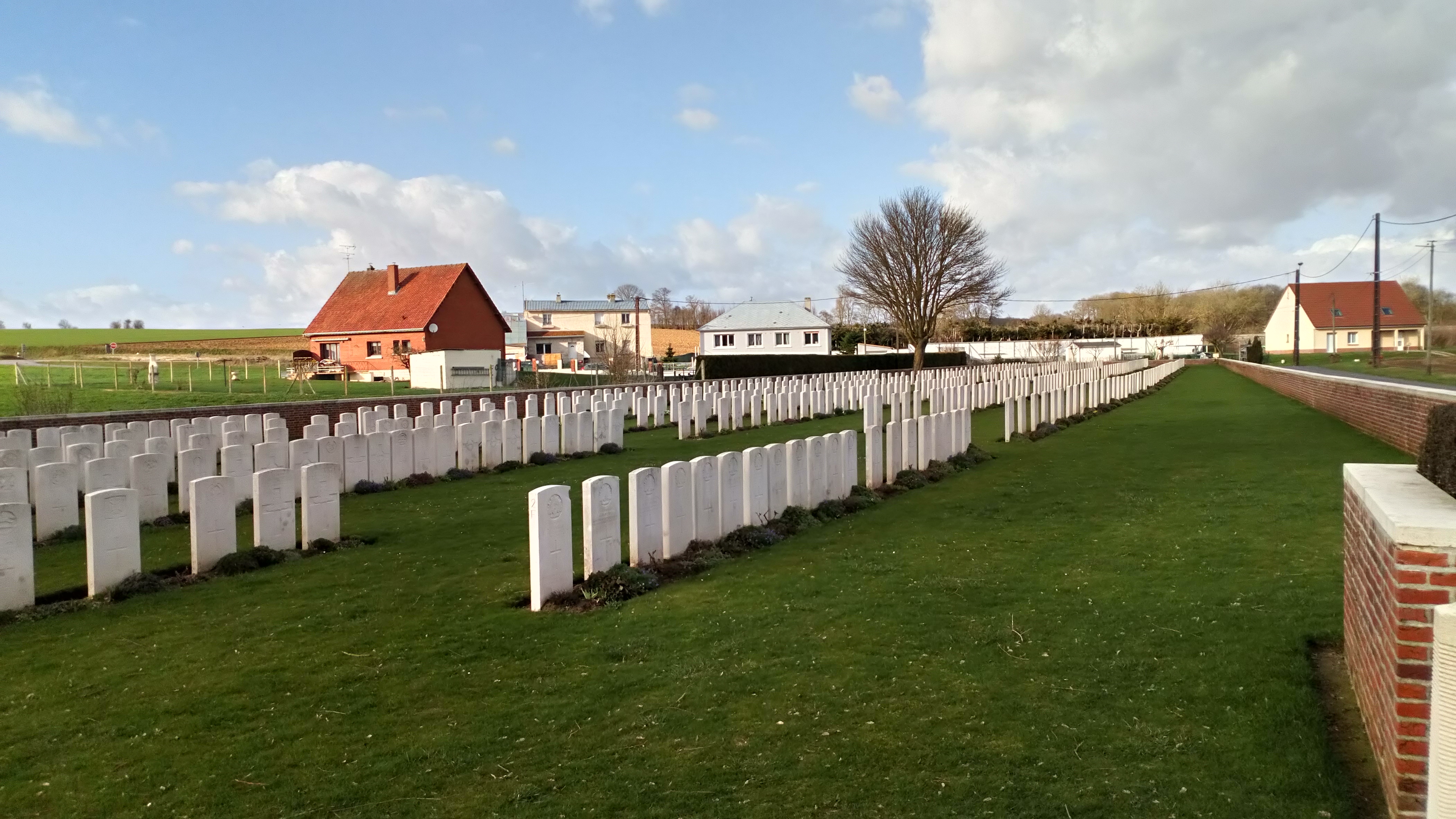
Vue en long
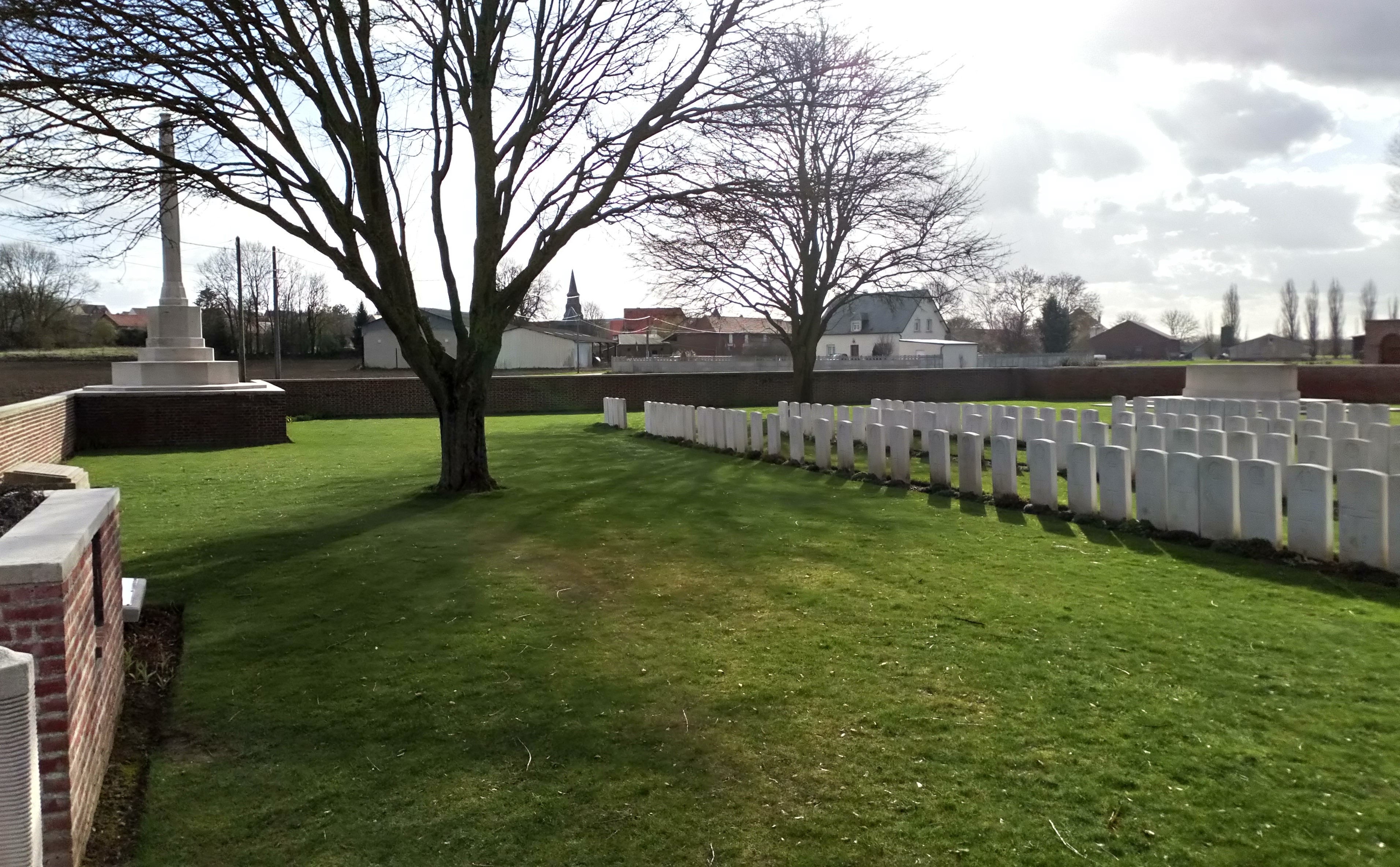
avec vue de la Croix du sacrifice au fond à gauche derrière l'arbre et vers Bécordel
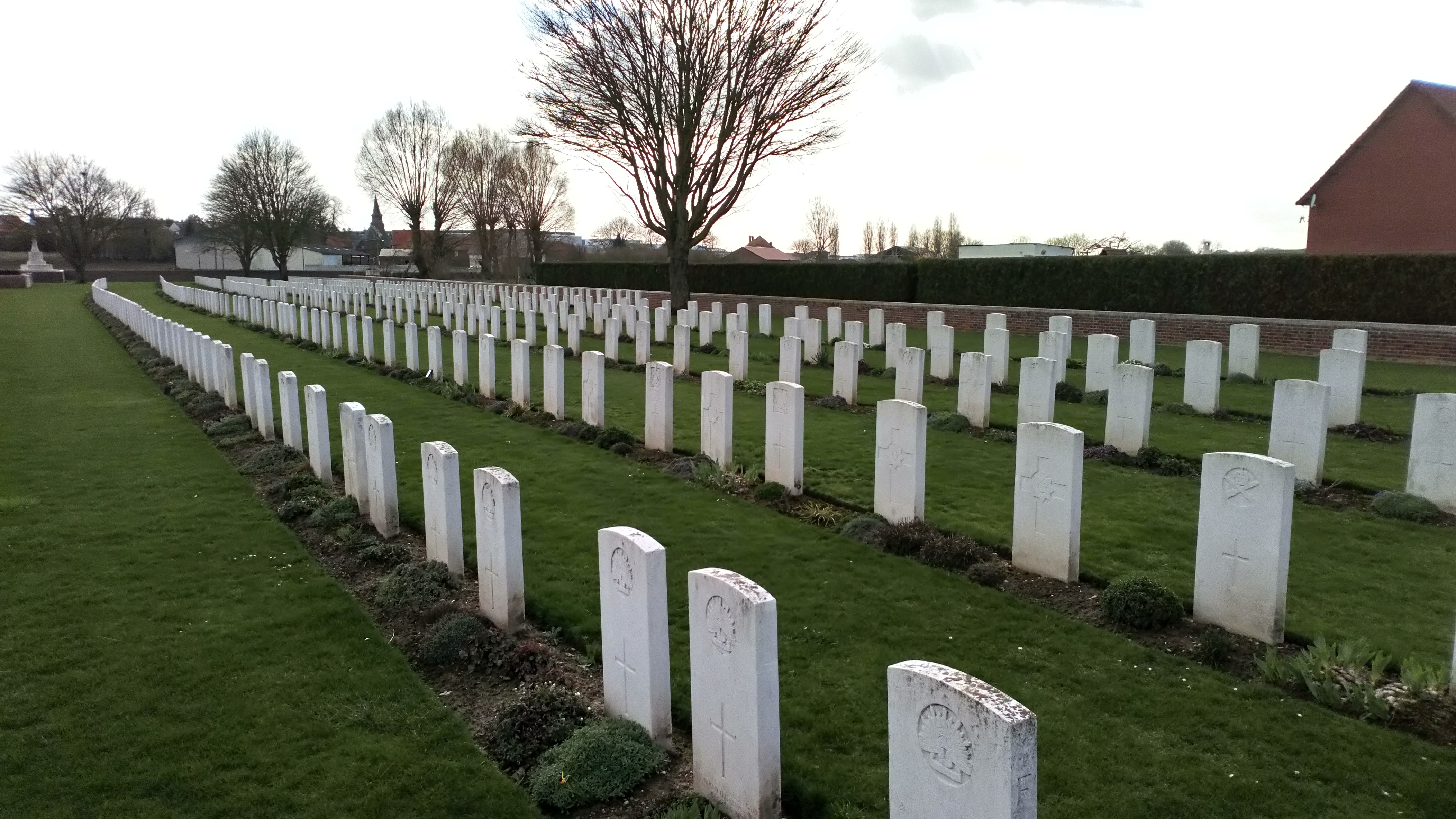
Vue vers Bécordel

### Note
- (nl) Cet article est partiellement ou en totalité issu de l’article de Wikipédia en néerlandais intitulé « Dartmoor Cemetery » (voir la liste des auteurs).

1. ↑  Selon Outil "mesurer une surface" sur Géoportail.
2. ↑  Tous les cadres britanniques de la Première Guerre mondiale ont été réhabilités par décret royal du 8 novembre 2006 (art. 359 de la loi de 2006 sur les forces armées), à l'exception des condamnés pour meurtre ou mutinerie.